# Strandslevmossa
Strandslevmossa (Jungermannia hyalina) är en levermossart som beskrevs av Charles Lyell. Strandslevmossa ingår i släktet slevmossor, och familjen Jungermanniaceae. Arten är reproducerande i Sverige.